# محافظة تربة
تربة؛ هي محافظة من محافظات منطقة مكة المكرمة في المملكة العربية السعودية.

## الموقع
تقع محافظة تُربَة جنوب غرب المملكة على خط طول 41.6 وخط عرض 21.17 وتبعد بمسافة مستقيمة عن مدينة الطائف 160 كم وعن مدينة الباحة 180 كم.

## السكان
بلغ عدد سكان محافظة الخرمة (41,769) نسمة حسب تعداد السعودية 2022، عدد السعوديين (34,072) نسمة، وعدد غير السعوديين (7,697) نسمة.